# 17447 Хайндл
17447 Хайндл (17447 Heindl) — астероїд головного поясу, відкритий 25 квітня 1990 року.
Тіссеранів параметр щодо Юпітера — 3,782.